# Neuhof (Niederkirchen)
Der Neuhof ist ein Weiler, der zum im rheinland-pfälzischen Landkreis Kaiserslautern gelegenen Ortsteil Wörsbach der Ortsgemeinde Niederkirchen gehört. 

## Lage
Der Neuhof befindet sich zwei Kilometer von Wörsbach und vier Kilometer vom Ortskern Niederkirchens entfernt.

## Geschichte
Der Neuhof ist erstmals 1668 dokumentiert, als eine Heirat einer Bewohnerin des Neuhofs mit einer Person vom Holbornerhof beurkundet wurde. 1910 zählte der Ort 19 Einwohner. Er gehörte zur Ortsgemeinde Wörsbach, mit dem der Ort 1969 nach Niederkirchen eingemeindet wurde.

## Infrastruktur
Der Neuhof ist über die Kreisstraße 29 mit dem Straßennetz verbunden.